# オナー・フロスト
オナー・フロストは、キプロス生まれのダイバー、考古学者。水中考古学の先駆者であり、レバノンを中心に地中海の考古学調査を多く主導した。石の錨の類型論や、考古学図解の技術でも知られた。

## 生い立ち
オナーは一人っ子であり、キプロスのニコシアで生まれた。幼い頃に孤児となり、ロンドンの弁護士兼アートコレクターのウィルフレッド・エヴィルが後見人となった。
彼女は美術学校に通い、バレエのセットデザインに携わり、テート・ブリテンで仕事をしていた。これら芸術的な活動の一方、ウィンブルドンの友人のパーティーで第二次世界大戦の潜水服を着て、裏庭の17世紀に作られた井戸に飛び込むという、冒険家の一面もあった。この最初のダイビング以降彼女はダイビングに夢中になり、「水の外で過ごした時間は無駄な時間だった」と語ったこともある。

## 水中考古学者として
フロストは、ジャック＝イヴ・クストーがSCUBAを発明した直後にダイバーとなり、1950年代初頭にフランスやイタリアでダイバーやアーティストとして活動した。 世界初のスクーバダイビング・クラブ、Club Alpin Sous-Marinのメンバーとして、フレデリック・デュマと共に沈没船の水中調査を初めて体験した。
トルコでの探検の結果、ゲリドンヤ岬で青銅器時代後期の難破船が発見され、フロストはこれの重要性に気付いていたとされる。この難破船は、1959年にトルコのダイバー、ムスタファ・カプキンと、アメリカのフォトジャーナリスト、ピーター・スロックモートンによってすでに発見されていた。しかし、これがミュケナイのものではなくフェニキアのものとしたのはフロストであり、これからフェニキア人が鉄器時代以前に海上交易を行っていたという、最初の証拠を提供した。彼女はUCL考古学研究所で知り合ったジョーン・デュ・プラット・テイラーにゲリドンヤ発掘調査の共同責任者として参加するよう説得し、スロックモートンはペンシルヴェニア大学の若き大学院生、ジョージ・バスを連れてきた。バスの経験不足を資金で補い、ゲリドンヤの沈没船は彼の博士論文のテーマとなり、彼は発掘現場の責任者となった。ゲリドンヤの沈没船は、科学的に適切なアプローチで行われた最初の水中調査であり、ここでのフロストの役割は非常に重要であった。紀元前12世紀の青銅器時代の難破船は、当時世界最古の難破船として知られていた。
1968年にはユネスコの調査団を率いて、アレクサンドリア港のファロス遺跡を調査し、1997年にはエジプトにおける海底考古学の先駆者として、フランス政府から勲章を授与された。
1971年からは、イタリアのシチリア島マルサーラで、ポエニ戦争時の軍艦の調査を主導した。
2005年、BSACは彼女の考古学への取り組みを評価し、ダイビングにおける国際的な協力を促進するために、コリン・マクラウド賞を授与した。
フロストは2010年9月12日に死去した。二回の人工股関節置換術を受けるも精力は衰えず、死の数ヶ月前までサイダでの調査を計画していた。また、初めてインドを訪れ、彼女が世界最大の石の錨と信じていたものを見に行ったりもしていた。ウィルフレッド・エヴィルの死後、彼女が相続した大量の美術コレクションは、地中海の水中考古学に資金を提供するオナー・フロスト財団の設立に使われた。 サウサンプトン大学図書館の、海洋考古学特別コレクションの一部であるオナー・フロスト・アーカイブには、彼女の考古学研究から得られたフィールドノート、図面、報告書のほか、多数の写真が収録されている。 彼女の著書の多くは、現在サウサンプトン大学図書館にも所蔵されている。

## 私生活
フロストはマルタに別荘を所有していたが、エヴィルから受け継いだ主な住居はメリルボーンにあり、そこには20世紀のイギリスの画家、特にスタンリー・スペンサーの主要なコレクションがあった。このコレクションは彼女の死後競売にかけられ、その収益はオナー・フロスト財団の資金の大部分を占めている。
フロストは一度結婚したが離婚し、その後は生涯独身だった。

## 主な著作
- (1963) Under the Mediterranean: Marine Antiquities. Routledge. ISBN 978-0710014337
- (1964) Diggings In The Deep in Saudi Aramco World November/December 1964[14]
- (1973) 'Ancore, the potsherds of marine archaeology: on the recording of pierced stones from the Mediterranean', Marine Archaeology 1973, pp. 397–409.
- (1974) 'The Punic wreck in Sicily 1. Second season of excavation.' International Journal of Nautical Archaeology 3.1:35–40 doi:10.1111/j.1095-9270.1974.tb00856.x
- (1975) 'The Pharos Site, Alexandria, Egypt.' International Journal of Nautical Archaeology, 4.1:126–130.
- (1976) 'When is a wreck not a wreck?' International Journal of Nautical Archaeology, 5.2:01–105 doi:10.1111/j.1095-9270.1976.tb00944.x
- (1985) 'Pyramidal Stone Anchors: An Enquiry.' in H.E. Tzalas (ed.) TROPIS I. 1st International Symposium on Ship Construction in Antiquity. Piraeus. 97–112[15]
- (1987) 'Where did they build ancient warships?' in H.E. Tzalas (ed.) TROPIS 2. 2nd International Symposium on Ship Construction in Antiquity. 181-94.[16]
- (1987) 'How Carthage Lost the Sea: Off the Coast of Sicily, a Punic Warship Gives up its Secret', Natural History, December 1987; 58–67
- (1989) 'Where did Bronze Age Ships Keep their Stone Anchors?' in H. Tzalas (ed.), TROPIS III. Proceedings of the 3rd International Symposium on Ship Construction in Antiquity, Athens 1989. 167-175.[17]
- (1996) 'Old Saws' in H. Tzalas (ed.), TROPIS IV. 4th International Symposium on Ship Construction in Antiquity. 189-98.[18]